# Acrobolbaceae
Acrobolbaceae là một họ rêu tản thuộc bộ Rêu vảy.

## Phân họ và chi
Dưới đây là các phân họ và chi thuộc họ Acrobolbaceae:
- - Enigmella G.A.M.Scott & K.G.Beckm. (chưa được xếp vào phân họ nào)
- Acrobolboideae R.M.Schust. ex Briscoe
  - Acrobolbus Nees
- Austrolophozioideae R.M.Schust. ex Crand.-Stol.
  - Austrolophozia R.M.Schust.
  - Goebelobryum Grolle
- Lethocoleoideae Grolle
  - Lethocolea Mitt.
- Saccogynidioideae Crand.-Stotl.
  - Saccogynidium Grolle